# استیو النا
استیو النا (انگلیسی: Steeve Elana؛ زادهٔ ۱۱ ژوئیهٔ ۱۹۸۰) بازیکن فوتبال اهل فرانسه است.
از باشگاه‌هایی که در آن بازی کرده‌است می‌توان به باشگاه فوتبال لیل، باشگاه فوتبال استاد برستوا ۲۹، و باشگاه فوتبال کان اشاره کرد.
وی همچنین در تیم ملی فوتبال مارتینیک بازی کرده‌است.